# Tyll (Roman)
Tyll ist ein Roman von Daniel Kehlmann, der 2017 im Rowohlt Verlag erschien. In acht Kapiteln, deren Inhalt nicht einer Chronologie folgt, wird die Geschichte des Protagonisten Tyll Ulenspiegel vor dem Hintergrund des Dreißigjährigen Krieges erzählt. Mit der Wahl des Protagonisten nimmt Kehlmann Bezug auf die Figur des Till Eulenspiegel und seiner literarischen Rezeption in der Weltliteratur. Der Tradierung folgend nimmt auch Kehlmanns Tyll Ulenspiegel die Rolle eines Hofnarren ein, der die Herrschenden verspottet.

## Inhalt
Tyll, Sohn des Müllers Claus Ulenspiegel, wächst im 17. Jahrhundert in einem Dorf in Süddeutschland auf. Der Vater nimmt seinen Sohn als schwächlich und wenig belastbar wahr und ist daher erstaunt, dass der Junge überlebt, da in dieser Zeit viele Kinder den ersten Winter nicht überlebten. Bereits im Kindesalter übt Tyll sich im Jonglieren, dem Balancieren auf einem Seil und lässt sich kaum zur Arbeit heranziehen. Sein Vater Claus, der einige Bücher besitzt und sich für die großen Zusammenhänge des Glaubens und der Weltentstehung interessiert, nimmt eine besondere Rolle im Dorfleben ein – einerseits gefragt für seine Heilkünste, andererseits als Sonderling verachtet. Sein Interesse an Magie führt dazu, dass der Jesuit Oswald Tesimond (begleitet von Athanasius Kircher) ihm den Prozess wegen Hexerei macht.
Nachdem Tyll der Verurteilung seines Vaters zum Tode beiwohnte, verlässt er noch vor dessen Hinrichtung sein Dorf – begleitet von Nele, der etwa gleichaltrigen Bäckerstochter. Er erweitert seine Gauklerkünste und stellt sich später in den Dienst des „Winterkönigs“ Friedrich V. In dessen Gefolge besucht er den schwedischen König Gustav Adolf im Feldlager. Zwar wird auch Friedrich V. vom Tyll verspottet, doch steht der Narr ihm in der Stunde seines Todes bei und setzt die Gemahlin Liz über das Ereignis in Kenntnis. Als Gaukler zieht er weiter und begegnet in Holstein erneut Athanasius Kircher, den er nun durch einen sprechenden Esel verspottet. Kircher ist nach Holstein gekommen, um in Begleitung von Adam Olearius und Paul Fleming einen Drachen zu fangen. Nele, die noch zur Gauklertruppe von Tyll gehört, entschließt sich, Olearius zu heiraten.
Wieder zieht Tyll weiter. Diesmal allein und lediglich mit einem Seil und seinen Jonglierbällen im Gepäck. Er erreicht Brünn, wo er den Stadtkommandanten während der schwedischen Belagerung verspottet. Zur Strafe für sein Verhalten wird er zum Armeedienst gezwungen und arbeitet als Mineur in Brünn. Hier wird er verschüttet und kommt auf wundersame – nicht näher beschriebene – Weise wieder lebendig ins Freie. Inzwischen hat der Habsburger Kaiser Ferdinand III Martin von Wolkenstein nach Kloster Andechs entsandt. Er soll Tyll finden, um ihn in den Dienst seines Hofes zu stellen.
Tyll wird in die Schlacht bei Zusmarshausen verwickelt, die letzte große Feldschlacht des Dreißigjährigen Kriegs. Auch dieses Erlebnis mit Todesgefahr überlebt er. Am Ende des Romans wie der erzählten Zeit trifft Tyll in Osnabrück noch einmal auf die anlässlich der Verhandlungen zum Westfälischen Frieden dort weilende „Winterkönigin“ Liz, die inzwischen völlig verarmt ist und ihre gesellschaftliche Stellung verloren hat. Tyll lobt in ihrer Anwesenheit das Streben danach, jede Situation zu überleben.

## Deutung
Dass Kehlmann mit seiner Hauptfigur auf die historisch nicht belegte Figur des Till Eulenspiegel referiert, kann als literaturwissenschaftlich anerkannt gelten. Erik Schilling ordnet ihn der Gruppe der Schelmenromane zu und deutet Tyll als fiktionale Erzählung einer konstruierten ‚historischen Realität‘. Historisch belegte Persönlichkeiten treten als Romanfiguren in das Geschehen ein, wodurch historische Wirklichkeit und fiktionale Romanrealität verwischt werden. Beispielhaft führt der Roman die so hervorgerufenen Effekte selbst vor, wenn etwa Paul Fleming die Stoffe seiner Dichtung „bei einer Bänkelsängerin ablauscht“ und der Inhalt „nicht ausschließlich der Phantasie des Autors“ zu verdanken ist.
Als „Ungewissheitspoetik“ fasst Joachim Rickes das Spiel mit der Nichtunterscheidbarkeit von Wahrheit und Fiktion durch den Bezug auf historisch belegte Personen und Ereignisse auf.

## Bezüge zuTill Eulenspiegel
Einige Passagen aus dem Roman lassen sich auf bestimmte Historien beziehen, die Hermann Bote 1510 unter dem Titel „Ein kurtzweilig Lesen von Dil Ulenspiegel geboren uß dem Land zu Brunßwick, wie er sein leben volbracht hat“ herausgegeben hat.
- Das Kapitel Schuhe: Die 4. Historie sagt, wie Eulenspiegel den Jungen etwa zweihundert Paar Schuhe von den Füßen abschwatzte und machte, dass sich alt und jung darum in die Haare gerieten.[10]
- Tyll bringt einem Esel das Lesen bei: Die 29. Historie sagt, wie Eulenspiegel in Erfurt einen Esel in einem alten Psalter lesen lehrte.[11]

## Auszeichnungen
Die englischsprachige Übersetzung von Ross Benjamin gelangte 2020 auf die Longlist des International Booker Prize.

## Sonstiges
Die Umschlaggestaltung des Romans verwendet Ausschnitte des Gemäldes Das Begräbnis der Sardine von Francisco de Goya.

## Ausgaben
- Daniel Kehlmann: Tyll. Roman. Rowohlt, Reinbek 2017, ISBN 978-3-498-03567-9. (als Taschenbuch Rowohlt, Hamburg 2019, ISBN 978-3-499-26808-3).
- Daniel Kehlmann: Tyll. Hörbuch gelesen von Ulrich Noethen. Rowohlt, Reinbek 2017, ISBN 978-3-8398-1604-2 (ungekürzte Lesung)
- Tyll. Englischsprachige Übersetzung von Ross Benjamin, Quercus, London 2020, ISBN 978-1-5294-0366-4.

## Hörspiel
- Tyll. WDR3 Hörspiel in 8 Teilen: Von Daniel Kehlmann / Komposition: Instant Music Factory / Bearbeitung: Alexander Schuhmacher / Regie: Alexander Schuhmacher / WDR 2018

## Theater
- Tyll als erstes Theaterstück in der Bühnenfassung von Julian Pörksen und Stefan Bachmann hatte am 15. September 2018 im Schauspiel Köln Premiere.[13]
- Tyll als Theaterstück in der Bühnenfassung und Regie von Erik Schäffler hatte im August 2020 im Ernst Deutsch Theater in Hamburg Premiere.[14] Tyll wurde gespielt von Rune Jürgensen (junger Tyll) und Sven Walser (alter Tyll). Nele wurde gespielt von Ines Nieri
- Tyll als Theaterstück in der Bühnenfassung von Hanno Friedrich und Tilo Nest, Regie ebenfalls Tilo Nest, hatte im September 2019 Premiere am Staatstheater Wiesbaden. Die Inszenierung war nominiert für den Deutschen Theaterpreis Der Faust 2020.[15]
- Tyll als Theaterstück in einer Bearbeitung und Inszenierung von Maxime Mourot, Leo Schenkel und Andreas Weinmann, hatte im Dezember 2021 Premiere am Theater und Orchester Heidelberg.[16]
- Tyll als Dreisparten-Projekt, Bühnenfassung von Hilke Bultmann am Theater Lüneburg. Inszenierung: Hajo Fouquet, Friedrich von Mansberg, Gregor Müller, Philip Richert. Musikalische Leitung: Thomas Dorsch. Choreographie: Olaf Schmidt. Premiere am 23. März 2024[17]